# Phorbas microchelifer
Phorbas microchelifer är en svampdjursart som först beskrevs av Jacqueline Cabioch 1968.  Phorbas microchelifer ingår i släktet Phorbas och familjen Hymedesmiidae. Inga underarter finns listade i Catalogue of Life.